# Camillo Felgen
Camille Felgen, dit Camillo Felgen, né le 17 novembre 1920 à Tétange (Luxembourg) et mort le 16 juillet 2005 à Esch-sur-Alzette (Luxembourg), est un chanteur et acteur luxembourgeois.

## Biographie
Camillo Felgen est l’auteur et l'interprète de Sag warum en 1959, sur une mélodie de Phil Spector, une chanson en allemand qui sera son plus célèbre tube.
Il représente le Luxembourg au Concours de l'Eurovision 1960 qui a lieu cette année-là à Londres. Il y interprète une chanson en luxembourgeois So Laang we's du do bast qui malheureusement termine à la dernière place.
En 1962, il chante en français Petit bonhomme pour le Luxembourg au Concours Eurovision de la chanson et remporte la médaille de bronze.
Il écrit par la suite des chansons en allemand et adapte notamment les paroles de deux chansons des Beatles en 1963 (Komm, gib mir deine Hand / Sie liebt dich).
Il a présenté et commenté pour la télévision allemande l'émission Jeux sans frontières ainsi que Spiele ohne Grenzen, jeux intervilles qui sélectionnaient les villes participant à Jeux Sans Frontières entre 1965 et 1973.
Il commente à la radio pour RTL le Grand Prix Eurovision jusqu'en 1975.

### Récompense
- Médaille de bronze au Concours Eurovision de la chanson en 1962 pour le Luxembourg avec le titre Petit bonhomme.

## Filmographie
- 1958 : Wenn die Conny mit dem Peter : Audience member
- 1959 : Mein Schatz, komm mit ans blaue Meer
- 1960 : Das Nachtlokal zum Silbermond
- 1960 : Schlager-Raketen
- 1960 : Schlagerparade : From Radio Luxenburg
- 1965 : Spiel ohne Grenzen (série TV) : Host (1965-1973)
- 2001 : Le Club des chômeurs
- 2004 : René Deltgen - Der sanfte Rebell

## Dans la culture populaire

### Concours Eurovision de la chanson
C'est Camillo Felgen qui annonça les votes attribués par le Luxembourg lors du Concours 1966 qui se tint à Luxembourg.

### Reprise deSag Warumau cinéma
Sauf indication contraire, les informations mentionnées dans cette section peuvent être confirmées par la base de données cinématographiques IMDb,  présente dans la section « Liens externes ».
 Sauf indication contraire ou complémentaire, les informations mentionnées dans cette section proviennent du générique de fin de l'œuvre audiovisuelle présentée ici.
- 1985 : À nous les garçons de Michel Lang
- 2008 : Sagan de Diane Kurys
- 2009 : Panique au village de Stéphane Aubier et Vincent Patar
- 2011 : Gigola de Laure Charpentier
- 2016 : Ma famille t'adore déjà ! de Jérôme Commandeur et Alan Corno
- 2016 : Un petit boulot de Pascal Chaumeuil